# تک هاوس
تِک هاوس (انگلیسی: Tech house) زیرسبکی از موسیقی هاوس است که از ترکیب ویژگی‌های سبکی تکنو با هاوس به‌وجود می‌آید. اصطلاح تک هاوس به‌عنوان یک نام کوتاه مورد استفاده در فروشگاه‌های موسیقی برای دسته‌ای از موسیقی رقص الکترونیک ایجاد شد که جنبه‌های موسیقی تکنو نظیر «بیس‌لاین‌های ناهموار» و «ضرب‌های فولادی»، با هارمونی‌ها و جریان‌های ریتمیک از پراگرسیو هاوس ترکیب می‌کردند. موسیقی در ابتدا از سبک تولید تمیز و مینیمال برخوردار بود که با موسیقی تکنو از دیترویت و بریتانیا مرتبط بود.